# Карликовый лемур Кокерела
Мышиный лемур Кокерела, или лемур Кокереля, или карликовый лемур Кокерела (лат. Mirza coquereli) — один из двух видов из рода гигантских мышиных лемуров. Назван в честь французского натуралиста Шарля Кокереля (1822—1867). Эндемик Мадагаскара.

## Описание
Небольшие приматы, длина тела от 20 до 25 см. Длина хвоста от 30 до 33 см. Вес от 290 до 320 грамм. Шерсть зеленовато-коричневая, на брюхе серо-жёлтая. Голова маленькая, глаза большие, тёмные, нос влажный, уши длинные, безволосые. Тело удлинённое с короткими конечностями. Передвигается на четырёх конечностях или прыжками, используя длинный хвост для балансировки. Самцы и самки внешне очень похожи, хотя самки немного больше в размерах.

## Распространение
Мышиные лемуры Кокерела являются эндемиками Мадагаскара. Встречаются на западном побережье острова. Населяют сухие листопадные леса на побережье или около рек и озёр. Предпочитает нижний ярус леса на высоте от 1 до 6 метров над землёй.

## Поведение
Мышиные лемуры Кокерела ночные животные, проводящие почти всё время на деревьях. В рационе фрукты, цветы, древесные соки, а также мелкие животные, такие как насекомые, пауки, ящерицы, небольшие птицы и яйца. Во время сухого сезона слизывают сладкие выделения нимф некоторых видов клопов.
Хорошо приспособлены к ночному образу жизни. Добывают пищу в тёмное время суток, чтобы укрыться от хищников. Общаются между собой при помощи системы звуков, причём некоторые из них по частоте находятся в ультразвуковом диапазоне. Днём прячутся в сферических гнёздах, сделанных из лиан, прутьев и опавшей листвы.
Брачный сезон приходится на октябрь. Брачное поведение как самцов, так и самок, включает громкие крики. Беременность длится от 85 до 89 дней, в помёте от одного до четырёх (чаще два) детёныша. Половая зрелость наступает после 18 месяцев.

## Классификация
Проведённые в 2005 году генетические, морфологические и поведенческие сравнения привели к выделению в роде Mirza второго вида, получившего название Mirza zaza. M. coquereli больше в размерах, его ареал сосредоточен в юго-западной части Мадагаскара, тогда как M. zaza встречается на северо-западе.

## Статус популяции
Плотность популяции согласно разным исследованиям разнится от 30 особей/км² на возвышенностях до 210 особей/км² в лесах по берегам рек. Угрозой популяции является фрагментация среды обитания из-за подсечно-огневого земледелия и добычи каменного угля. Международный союз охраны природы присвоил этому виду охранный статус «вымирающие виды».